# Federico Lancetti
 (Bastia Umbra, 1814 – Perugia, 16 aprile 1899) è stato un ebanista e intarsiatore italiano, parente del meno conosciuto Lanciotto Lancetti.

## Biografia

### Formazione
Lancetti si forma all'Accademia di Belle Arti della città di Perugia, quindi si sposta a Roma, presso la bottega dell'ebanista tedesco Luigi Frantz in via Frattina dove sosta quattro anni circa. L'ebanista si sposta poi a Firenze (dove, a detta di Francesco Guarino, potrebbe aver conosciuto gli ebanisti Luigi e Angelo Frattini), a Livorno e in altre città per tornare infine a Perugia.

### Opere originali

#### Anni '40
Una delle opere più giovanili note del Lancetti è un Tavolino intarsiato in legni vari e madreperla rinvenuto a Palazzo Pica Alfieri dell'Aquila e datato 1846.

#### Anni '50
Nel 1855, in occasione dell'Esposizione Universale di Parigi, presenta un Pannello in madreperla, ebano, osso e avorio. L'opera risale ai primi degli anni '50 del XIX secolo e oggi è conservata nel Victoria and Albert Museum di Londra, nella sezione dedicata ai mobili e agli artefatti lignei
Nel successivo 1856, alla Mostra Provinciale di Belle Arti, Agricoltura ed Industria, espone nel Collegio IX (dedicato alle "opere affini alle Arti Belle") un Armadietto in ebano tarsito in legno a colori che colpisce la critica per il disegno, l'eleganza, il gusto delle forme e la precisione nell'esecuzione e che fa ottenere all'artista il Diploma di 1° Merito con Medaglia di 1ª Classe.

#### Anni '60
L'abilità di Lancetti gli fa guadagnare un estimatore, il conte toscano Demetrio Finocchietti, che riporta come, nel 1861, l'artista di bastia partecipa all'Esposizione Nazionale di Firenze con una Tavola intarsiata in avorio e legni colorati che lo stesso Re d'Italia acquista. Il conte sostiene che l'intarsiatore perugino non ha rivali in tutt'Italia, ad eccezione di un certo Gatti, di Faenza. Lancetti, ottenuto il permesso dal Re, ripropone la medesima opera all'Esposizione Internazionale di Londra del 1862, dove riceve una Medaglia di Merito.
Nel mese di maggio del 1868 Lancetti espone una sua opera, uno Stipetto di avorio, ebano e madreperla, presso la Galleria delle Pietre Dure. Anche quest'opera viene acquistata dal Re, che la colloca a Palazzo Pitti.

#### Anni '70
Del 1870 è un grande Armadietto-scrigno intarsiato dove l'artista impiega numerosi materiali: avorio, peltro, rame, osso, madreperla, legno di quercia, ebano e mogano.
All'Esposizione Universale di Vienna del 1873 Lancetti espone due opere: uno Stipo in avorio e madreperla e un Piano di tavola (simile a quello dell'esposizione londinese del 1862) che frutta all'ebanista-intarsiatore la Medaglia del Buon Gusto, seconda d'importanza solo al Diploma di Merito.
Nello stesso 1873, Tancredi VI (1803-1884) commissiona all'ebanista due librerie in legno di noce.
Nel 1878, alla stazione d'Assisi, gli alunni del Convitto Principe di Napoli offrono in dono al "principino" una "papeterie" uscita dall'officina d'intarsio del Lancetti.

#### Senza data
L'artista realizza un Tavolo con scacchiera circolare che lo studioso Francesco Guarino ipotizza sia degli anni '70 del 1800.
Altra opera senza data è un tavolo della collezione Dean (Perugia) con riproduzioni della volta della Sala delle Udienze del Collegio del Cambio di Perugia.

### Restauri
Tornato a Perugia dopo il periodo di formazione, Lancetti si dedica anche al restauro di alcune opere locali. Lancetti interviene nei seguenti luoghi: sagrestia della Cattedrale di San Lorenzo (tarsie dei banconi), Palazzo Pubblico di Perugia, Sala delle Udienze del Collegio della Mercanzia (rivestimento ligneo della sala), San Pietro di Perugia (1854 "e seguenti", tarsie del coro ligneo).

### Morte
L'artista si spegne il 16 aprile 1899.
Un busto-ritratto scultoreo di Giuseppe Frenguelli è posto sulla tomba dov'è seppellito.

## Onorificenze
Per le numerose medaglie al merito raccolte (almeno 17), nel 1875 l'artista è nominato Cavaliere.
Egli è anche nominato Accademico di Merito all'Accademia di Belle Arti di Perugia e Socio di Merito della Regia Accademia d'Urbino.
Lancetti è nominato dal Re Vittorio Emanuele II "Intagliatore della Real Casa".